# Vara di Randazzo
La Vara di Randazzo è un grande carro votivo dedicato alla Madonna Assunta condotto in processione il 15 agosto di ogni anno per le vie del centro storico di Randazzo.

## Storia

### Epoca aragonese

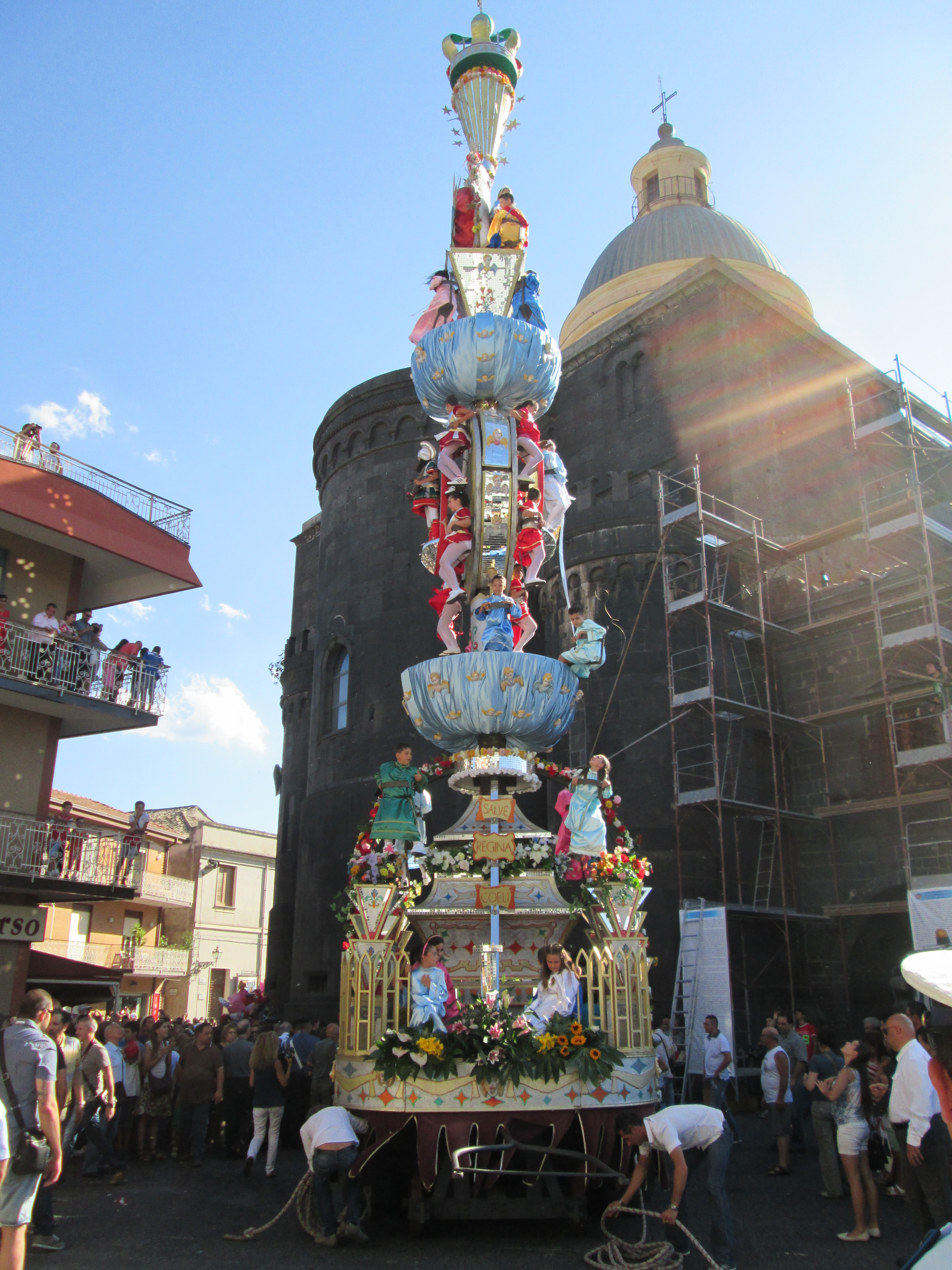
La Vara.

La festa è legata all'istituzione della Fiera franca del 1476, autorizzata da re Giovanni d'Aragona, che si svolgeva per ben 9 giorni - 4 giorni prima e 4 dopo il 15 agosto - attorno alla chiesa di Santa Maria. Il 16 agosto si correva il Palio.

### Epoca spagnola
La struttura della vara si rifà allo stesso manufatto utilizzato per la manifestazione similare del capoluogo: l'altra capitale del regno, Messina. 
Nel 1535, reduce dalla trionfale conquista di Tunisi, il sovrano Carlo V di Spagna risale vittorioso gli stati della penisola. In Sicilia sbarca a Trapani, e attraverso Palermo, il fitto itinerario attraverso Madonie - Nebrodi - Peloritani, effettua la sosta alle falde dell'Etna presso Randazzo. Qui pare che l'élite locale, aggregandosi al corteo che accompagnò l'acclamato re nel breve tragitto verso Messina, sia rimasta affascinata dalle architetture effimere e dai carri trionfali opportunamente adattati, che i messinesi allestirono per accogliere l'imperatore.

### Epoca borbonica
Entrambe le manifestazioni si mantennero in vita fino alla seconda metà del XVIII secolo, quando cominciarono a declinare, fino a scomparire del tutto.

## Struttura
Il carro allegorico-trionfale risalente all'800, alto 20 metri, è composto da diversi piani sovrapposti, (carro, prima nuvola, trono, ruota, seconda nuvola e cima), ruotanti attorno a un asse centrale. Ad ogni livello corrisponde un mistero mariano: Dormizione, Assunzione e Incoronazione della Vergine Maria  così come sono rappresentati sulla tela di Giovanni Caniglia del 1548, opera custodita nella Cappella del Santissimo Crocifisso in Santa Maria. 
La struttura piramidale poggiante su un carro con ruote, alla base rappresenta il giaciglio ove è ricomposto il corpo della Dormitio Virginis (iconografia della Madonna Dormiente o nella tradizione bizantina, della «Koimesis tes Theotokou»). Il livello è contraddistinto da nuvole popolate di angeli, adorno di fiori, caratterizzato dalla presenza degli Apostoli disposti tutt'intorno, iscrizioni su cartigli e mosaici di specchi. Tra i personaggi San Tommaso Apostolo in preghiera, quasi a giurare quella fede che aveva negato alla resurrezione di Cristo.
Il primo livello mobile (l'intero asse verticale ruota alternativamente verso destra o verso sinistra), è foggiato a mo' di emisfero azzurro popolato da gerarchie angeliche. Rappresenta il primo dei cieli concentrici attorno all'Empireo, ovvero il primo dei nove cieli per la visione teologica medievale secondo la concezione tolemaica, che la celeste Alma Maria deve attraversare nel suo ultimo viaggio.
A livello intermedio è collocato un primo disco con due facce a rappresentare il Sole, la Luna, e per estensione le stelle, i pianeti, gli astri. Con San Michele Arcangelo da una parte, e sul lato opposto, Cristo e la Madonna. Sui bordi gerarchie di angeli e gli immancabili specchietti riflettenti.
Proseguendo verso l'alto, seguono un secondo cielo e un secondo disco con la raffigurazione della Trinità (triangolo su raggiera e colomba dello Spirito Santo), e dall'Incoronazione di Maria. Tutte le superfici intorno sono cosparse di stelle, il tutto sormontato da una Corona che sorregge la Croce apicale.
Le raffigurazioni allegoriche del moto dei corpi celesti come rappresentazione dei livelli dei cieli. Putti, gerarchie angeliche e personaggi per distinguere le intelligenze motrici, le intelligenze teologiche, le intelligenze filosofiche, le intelligenze morali, le quattro Virtù Cardinali nella suddivisione dei cieli popolati da Serafini, Cherubini, Troni, Dominazioni, Virtù, Potestà, Principati, Arcangeli, Angeli. Nove schiere di intelligenze angeliche a rappresentazione dei nove cieli concentrici dell'empireo.
Prendono posto sulla struttura circa 30 ragazzi e ragazze, opportunamente addestrati per ricoprire i ruoli della Madonna, della Trinità, degli Apostoli, di Angeli e Santi.
La Machina votiva è trainata a mano da centinaia di ferventi devoti per mezzo di due gomene.

## Date e itinerario

### 14 agosto
La sera del 14 si svolge la processione del simulacro della Madonna dormiente.

### 15 agosto
In mattinata ha luogo il corteo dei personaggi della Vara con partenza da piazza Santa Maria. 
Nel pomeriggio alle 16:00 presso le absidi della basilica di Santa Maria Assunta si muove la Vara che percorre l'intera via Umberto I fino porta San Martino. Durante il tragitto i fanciulli intonano un antichissimo inno tradizionale dal titolo "Evviva la Vergine!".